# Saint-Xandre
Saint-Xandre is een gemeente in het Franse departement Charente-Maritime (regio Nouvelle-Aquitaine). De plaats maakt deel uit van het arrondissement La Rochelle. Saint-Xandre telde op 1 januari 2022 5.531 inwoners.

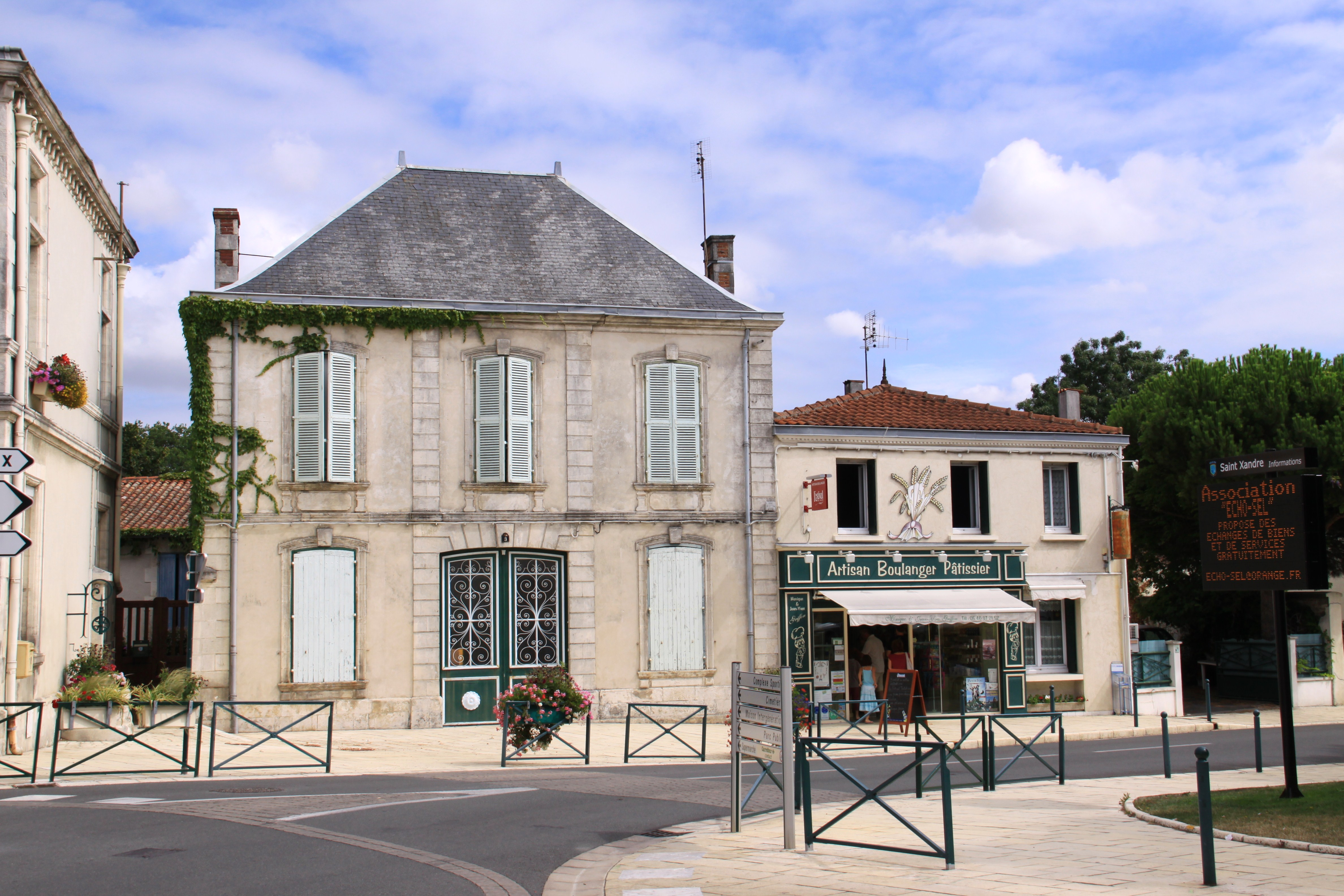
Gemeentehuis
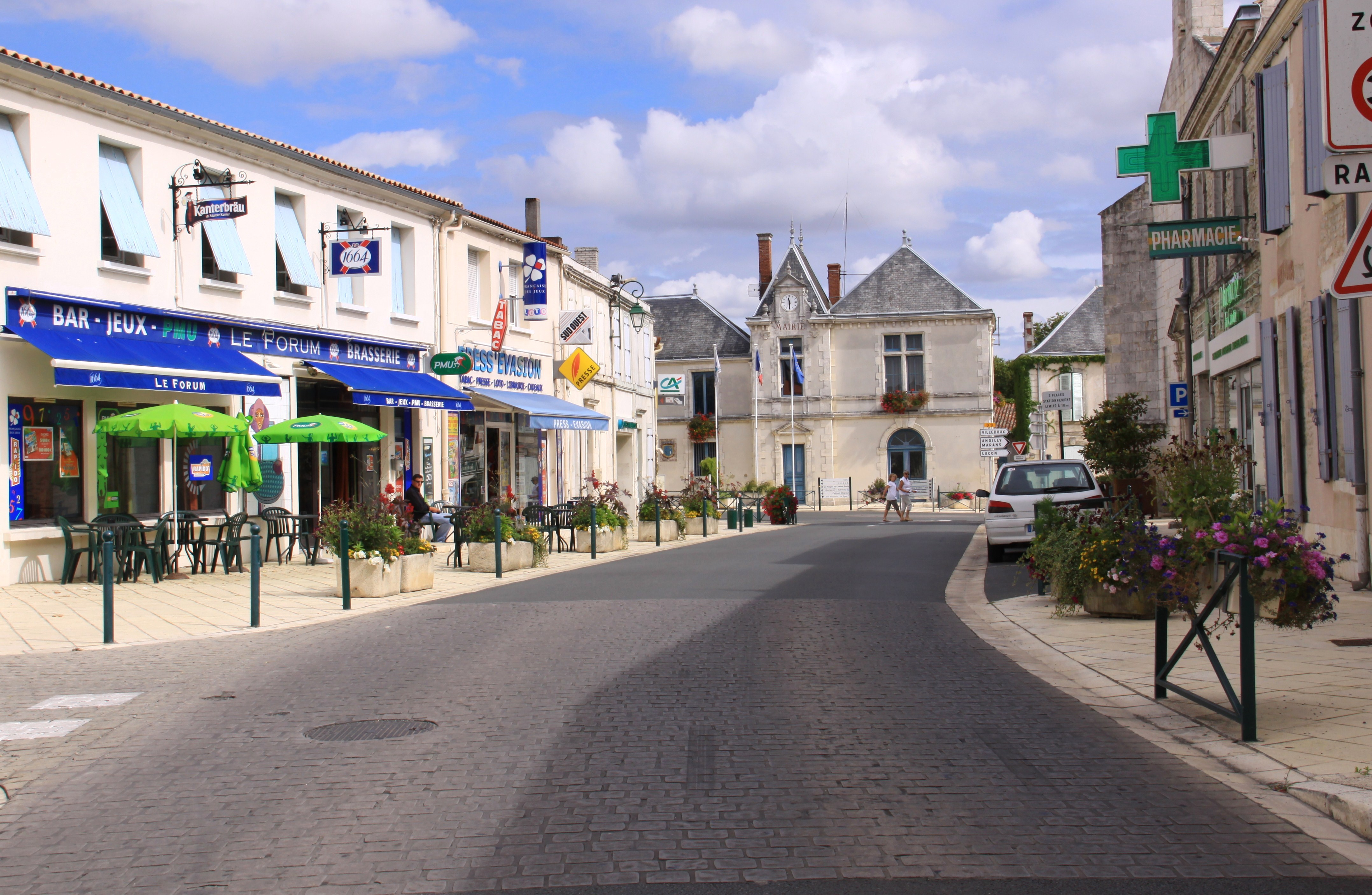
Hoofdstraat

## Geografie
De oppervlakte van Saint-Xandre bedroeg op 1 januari 2022 13,29 vierkante kilometer; de bevolkingsdichtheid was toen 416,2 inwoners per km².
De onderstaande kaart toont de ligging van Saint-Xandre met de belangrijkste infrastructuur en aangrenzende gemeenten.

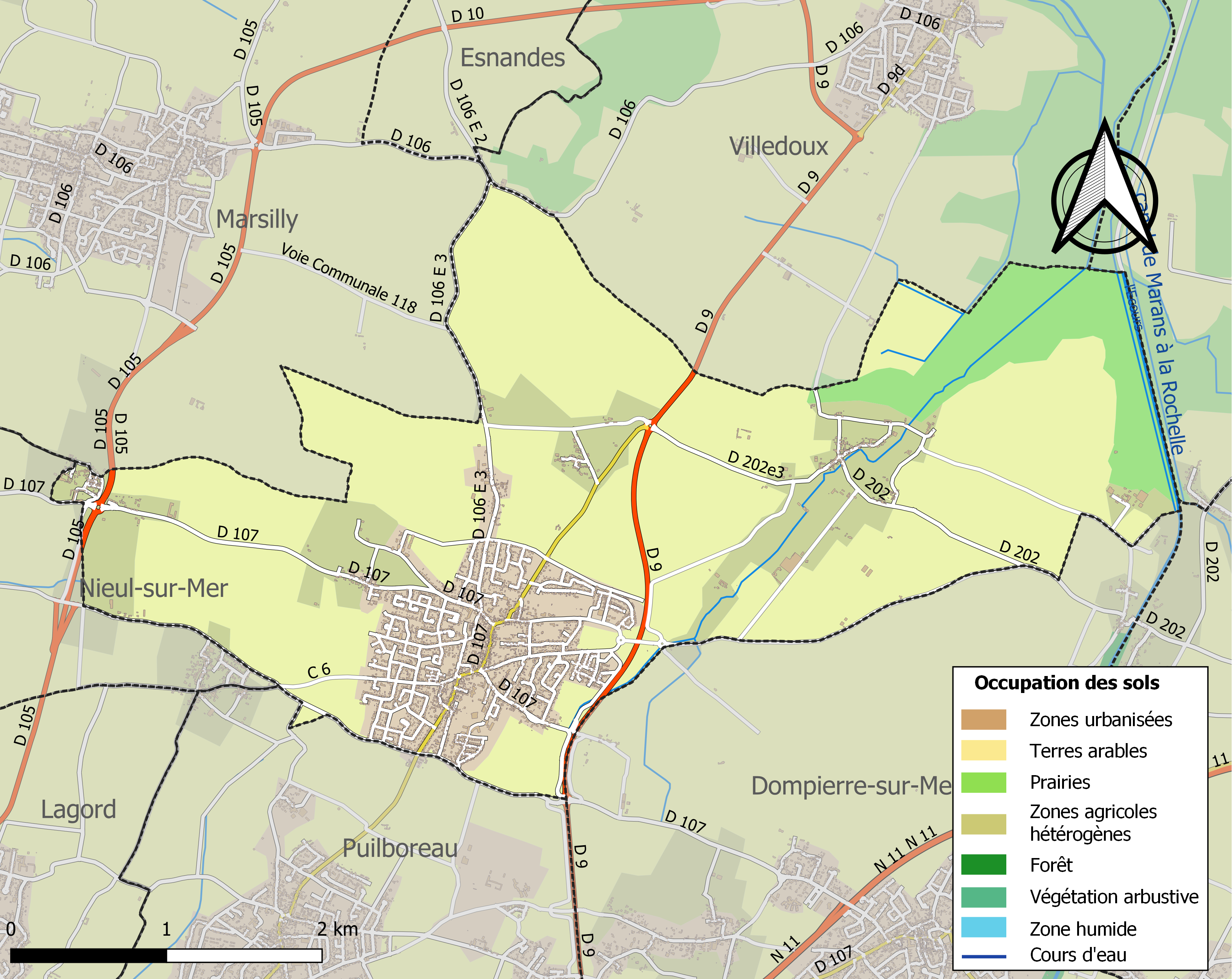

## Demografie
Onderstaande figuur toont het verloop van het inwonertal (bron: INSEE-tellingen).